# Alexander Zahlbruckner
Alexander Zahlbruckner (* 31. Mai 1860 in St. Georgen bei Preßburg; † 8. Mai 1938 in Wien) war ein österreichischer, auf Flechten spezialisierter Botaniker. Sein offizielles botanisches Autorenkürzel lautet „Zahlbr.“

## Leben
Alexander Zahlbruckner war ein Enkel des Botanikers Johann Zahlbruckner. Von 1878 bis 1883 studierte er an der Universität Wien, unter anderem bei Anton Kerner von Marilaun und Julius Wiesner, und promovierte mit der Dissertation „Neue Beiträge zur Kenntnis der Lenticellen“. Anschließend assistierte er unter Günther Beck von Mannagetta und Lerchenau am Naturhistorischen Museum in Wien, wo er schließlich Kurator und ab 1918 der Direktor der botanischen Abteilung wurde. Diesen Posten bekleidete er bis 1922.
Zu seinen zahlreichen Veröffentlichungen zählt der zwischen 1922 und 1940 erschienene Catalogus lichenum universalis, ein 10-bändiges Verzeichnis aller bekannten Flechten.
1918 erhielt er den Berufstitel Hofrat. 1928 wurde er korrespondierendes Mitglied der Botanical Society of America.

## Ehrungen
Nach ihm benannt sind die Flechtengattung Zahlbrucknerella Herre, die Pflanzengattung Zahleria Luer aus der Familie der Orchideen und die Orchideen-Hybride Spiranthes × zahlbruckneri H.Fleischm.